# Jaime Celedón
Jaime Ignacio Celedón Silva (Santiago, 20 de abril de 1931-ibíd., 31 de julio de 2016) fue un actor, publicista y presentador de televisión chileno.

## Familia
Hijo de Enrique Celedón y Laura Silva.
Se casó con Bernardita Ureta Varas, de quien se separó a los pocos años de matrimonio. Con ella tuvo tres hijos; Claudia, Diego y Jaime. Contrajo matrimonio por segunda vez con la sicóloga Carmen Pinto Larraín, con la que tuvo dos hijos: Paula y Matías.

## Carrera actoral
Fue miembro del Teatro Ictus, al cual se incorporó a fines de la década de 1950, casi al mismo tiempo que Jorge Díaz, George Eliot y Nissim Sharim. El debut actoral de Celedón fue con la obra La cantante calva (1959), considerada el primer éxito de Ictus. Posteriormente integró los elencos de Asesinato en la catedral, La alondra, El cepillo de dientes (con Carla Cristi, 1961), Cuestionemos la cuestión (1969), entre otras.
Paralelamente, Celedón ejerció como director teatral del Teatro Ictus, en las obras Réquiem para un girasol (1961), El lugar donde mueren los mamíferos (1963), Auto de la compasiva (1964), La visita de la vieja dama (1964), El nudo ciego (1965), Lenta danza hacia el patíbulo (1966), La fiaca (1967), Malcolm X (1968), Introducción al elefante y otras zoologías (1968) y Hablemos a calzón quitado (1970). En 2002 dirigió Padre nuestro que estás en la cama de Jorge Díaz, como conmemoración de los 45 años del Teatro Ictus.
Formó parte del elenco de películas como Tres tristes tigres, Gracia y el forastero, Sussi y Coronación.

## Presentador, ejecutivo de televisión y publicista
Llegó a la televisión junto al elenco del Teatro Ictus en el programa de humor La manivela, que fue emitido semanalmente por varios canales —Televisión Nacional de Chile (TVN), Canal 9, Canal 13 y UCV Televisión— entre 1970 y 1976, y que logró una audiencia de un millón y medio de televidentes. También integró Buenas noches en TVN, y los espacios de conversación y debate A esta hora se improvisa de Canal 13 (1969-1973), Los meses decisivos de UCV Televisión (1989), A eso de... (conocido en sus inicios como A eso de las nueve y cinco) de Megavisión —donde fue testigo del escándalo político denominado «Piñeragate» en 1992—, Televisión abierta en La Red y Celedón, Villegas y Cía. de Chilevisión (1999). También presentó el foro político Improvisando en Radio Chilena entre 1984 y 1987.
Asumió como director ejecutivo de Canal 9 —entonces perteneciente a la Universidad de Chile— el 1 de enero de 1970; sin embargo, debido a la oposición de sus trabajadores que desconocieron su nombramiento por razones políticas, renunció al cargo en mayo del mismo año, ejerciendo en carácter dimisionario hasta diciembre cuando fue reemplazado por Carlos Sancho.
Como publicista, fue el autor del eslogan «¡La Papelera, No!» utilizado por la Compañía Manufacturera de Papeles y Cartones para oponerse a la estatización planificada por el gobierno de Salvador Allende a inicios de los años 1970.

## Controversias
En julio de 1978 dio una entrevista a la revista Ercilla, donde se refirió al escritor Enrique Lafourcade como «un huevón». Lafourcade presentó una querella contra Celedón por injurias por escrito y con publicidad, causa que finalmente llegó hasta la Corte Suprema, que lo condenó en abril de 1984 a la pena remitida de 61 días, a una multa de 500 sueldos vitales, y el pago de una indemnización por daños morales a Lafourcade por 500 000 pesos.

## Filmografía

### Cine
| Año  | Película                             | Rol                     |
| ---- | ------------------------------------ | ----------------------- |
| 1967 | Pintura franciscana del siglo XVII   | Voz en off (documental) |
| 1968 | Tres tristes tigres                  | Capitalista             |
| 1974 | Gracia y el forastero                |                         |
| 1979 | Florescencia en el desierto de Chile | Voz en off (documental) |
| 1987 | Sussi                                | Publicista              |
| 2000 | Coronación                           | Aldo                    |
| 2012 | El incontrolable mundo del azar      |                         |

## Obras
- Memorias que olvidé en alguna parte (2001).
- Qué quieren que les diga (2004).

## Premios y nominaciones
Otros premios
- 2009 - Premio Nacional de Humor de Chile